# مارجيري ويلسون
مارجيري ويلسون (بالإنجليزية: Margery Wilson)‏ هي ممثلة أمريكية، ولدت في 31 أكتوبر 1896 في مقاطعة كرستشيان في الولايات المتحدة، وتوفيت في 21 يناير 1986 في أركاديا في الولايات المتحدة.

## وصلات خارجية
- مارجيري ويلسون على موقع IMDb (الإنجليزية)
- مارجيري ويلسون على موقع قاعدة بيانات الفيلم (الإنجليزية)